# USS Bennett (DD-473)
CT Paraíba (D28)
L'USS Bennett (DD-473) est un destroyer de classe Fletcher en service dans la Marine des États-Unis  (United States Navy) pendant la Seconde Guerre mondiale. Il a été nommé en l'honneur de l'aviateur naval Floyd Bennett (1890-1928), qui a volé vers le pôle Nord avec Richard E. Byrd en 1926, mais il est contesté qu'ils y soient arrivés.

## Construction
Sa quille est posée le 10 décembre 1941 au chantier naval Boston Navy Yard à Staten Island, de Boston, il est lancé le 16 avril 1942; parrainée par Mme Floyd Bennett, la veuve du machiniste d'aviation Bennett. Le navire est mis en service le 9 février 1943 sous le commandement du commandant Edmund B. Taylor.

## Historique

### Seconde Guerre mondiale
Le Bennett est arrivé à Pearl Harbor le 31 mai, et il a ensuite passé les deux mois suivants à patrouiller dans les îles Hawaï. Après avoir escorté un convoi jusqu'à Efate, dans les Nouvelles-Hébrides, il sert de garde aérien et patrouille à partir d'Efate (du 27 août au 28 octobre). Déplacé aux îles Salomon le 4 novembre, il patrouille et escorte des convois jusqu'au 5 avril 1944. Dans le cadre de son service dans les îles Salomon, il a soutenu les débarquements de Cap Torokina, Bougainville (le 1er novembre 1943 sur le côté ouest de l'île) et Green Island (le 15 février 1944), ainsi que les bombardements de la base japonaise de Kavieng en Nouvelle-Irlande (le 18 février 1944) et de Rabaul, Nouvelle-Bretagne (le 29 février). Le Bennett a ensuite navigué vers le nord pour prendre part aux invasions de Saipan (du 14 juin au 1er juillet) et de Guam (du 2 au 16 août). De retour dans le Pacifique central plus tard dans le mois, il a soutenu l'invasion des Palaos (Peleliu) (du 6 au 25 septembre), puis il est retourné à San Francisco pour des travaux d'entretien, où il est arrivé le 25 octobre 1944.
Le Bennett est retourné à Pearl Harbor le 24 décembre, et il est resté dans les eaux hawaïennes pendant le mois suivant. Il se dirige ensuite vers l'ouest pour prendre part à l'invasion d'Iwo Jima (du 19 février au 5 mars 1945), où il est légèrement endommagé par une bombe ratée (1er mars). Le 1er avril, il fait partie des forces qui prennent part à l'invasion d'Okinawa. À 8h50, le 7 avril, il est touché par un avion kamikaze de la marine impériale japonaise, endommageant la salle des machines avant et coupant toute l'alimentation électrique. Sept marins ont succombé à leurs blessures et quatorze ont survécu à des blessures graves,. Le Bennett a pu se rendre à la petite base navale de Kerama Retto par ses propres moyens et, le lendemain, il est parti pour Saipan sous la remorque du remorqueur de la flotte USS Yuma (ATF-94). Après des réparations d'urgence, il se rend au Puget Sound Navy Yard où il subit d'autres réparations (de mai à août 1945). En août, il se rend à Adak, dans les îles Aléoutiennes, puis effectue un voyage à Petropavlovsk, sur la péninsule du Kamchatka, avec du personnel météorologique (du 28 août au 26 septembre). De retour à San Diego, il a été mis en service en réserve le 21 décembre 1945, et hors service en réserve le 18 avril 1946.

### Service brésilien
Pour les autres navires du même nom, voir Paraíba.
Le Bennett a été transféré à la marine brésilienne  (en portugais: Marinha do Brasil) le 15 décembre 1959, où il a été rebaptisé CT Paraíba (D28) (en portugais: CT pour "Contratorpedeiro" - contre-torpilleur ou destroyer).
Lors de son transfert, le Paraíba a été pris dans une violente tempête et a pris l'eau à l'arrière, ce qui a provoqué l'affaissement de la poupe jusqu'à la hauteur du pont arrière.
Mis hors service le 1er août 1973, le navire a été sinistré par la marine brésilienne et mis à la casse en 1978.

## Décorations
Le Guest a reçu 9 battle stars (étoile de combat) et une Navy Unit Commendation (NUC) pour son service pendant la Seconde Guerre mondiale.